# Гиссарский хребет
Гисса́рский хребе́т (тадж. Қаторкӯҳи Ҳисор, узб. Hisor tizmasi) — горный хребет в Центральной Азии, в западной части Памиро-Алайской горной системы (в Узбекистане и Таджикистане), находится на междуречье бассейнов рек Зеравшан и Амударья.

## Этимология
Название предложил в 1871 году русский исследователь Средней Азии А. П. Федченко. Оно объясняется тем, что на южном склоне этого хребта начинается Гиссарская долина, получившая название по расположенному в ней городу Гиссар.

## Описание
Горый хребет имеет длину около 200 км. Проходит южнее Зеравшанского хребта и севернее Душанбе через Гиссарский район в Таджикистане и северную часть Сурхандарьинской области в Узбекистане. Самая высокая точка хребта, Безымянный пик (4643 м, бывший Пик им. XXII съезда КПСС), находится в Узбекистане на границе с Таджикистаном (на северо-западе от г. Душанбе). Безымянный пик является самой высокой точкой в Узбекистане. Хребет сложен главным образом кристаллическими породами, сланцами и песчаниками, прорванными интрузиями гранитов. На нижних частях склонов — субтропические высокотравные степи, выше — дерновинно-злаковые степи и древесно-кустарниковая растительность, ещё выше — субальпийские луга, нагорные ксерофиты, альпийские низкотравные луга. На северных склонах Гиссарского хребта (Таджикистан) расположено горное озеро Искандеркуль.

## Заповедник
На южных склонах Гиссарского хребта располагается парк Ширкент в бассейне одноимённой реки в долине Хиссор. Парк представляет собой заповедник площадью 3000 гектаров. В ближайшие годы заповедник будет расширен примерно до 30 000 га, поскольку там находится высокая концентрацию научных и исторических памятников.

## Дополнительная информация
В 1970 году на северном склоне хребта (Таджикистан) открыт Гиссарский природный очаг чумы полёвочьего типа, где в качестве основного носителя этой особо опасной инфекции выступает арчовая полёвка (Microtus carruthersi).